# Sławobor
Sławobor – staropolskie imię męskie, złożone z członów Sławo- („sława”) i -bor („walczyć, zmagać się”). Może oznaczać „ten, kto sławi walkę”.
Żeński odpowiednik: Sławobora.
W styczniu 2024 w rejestrze PESEL, wśród publicznie dostępnych danych, nie wykazano osób o imieniu Sławobor.
Sławobor imieniny obchodzi 14 grudnia.